# Vasile Anestiadi
Vasile Anestiadi (n. 4 mai 1928, Sărătenii Vechi, județul Orhei, Regatul României – d. 13 noiembrie 2014, Chișinău, Republica Moldova) a fost un specialist în domeniul morfologiei, care a fost ales ca membru titular al Academiei de Științe a Moldovei.

## Biografie
Vasile Anestiadi s-a născut la 4 mai 1928 în comuna Sărătenii Vechi, județul Orhei, din Regatul România. Studiile primare le-a făcut în satul natal, cele medii – în orașul Orhei, iar cele superioare – la Institutul de Stat de Medicină din Chișinău, pe care l-a absolvit cu mențiune în anul 1951.
În perioada anilor 1955-1958, a activat în calitate de asistent, iar în următoarele 3 decenii – șef al Catedrei de patomorfologie. Concomitent, a ocupat și funcția de prorector pentru activitate științifică (1962-1963), iar ulterior - cea de rector al Institutului de Stat de Medicină din Chișinău (1963-1986). În perioada 1986-1991, Vasile Anestiadi a fost conducător al Laboratorului de patologie, iar începând cu anul 1991 exercită funcția de director al Centrului Științific de Patobiologie al Academiei de Științe a Moldovei.
Cercetările științifice efectuate de profesorul Vasile Anestiadi s-au axat preponderent pe stadiul precoce al patomorfologiei aterosclerozei. La vârsta de doar 27 de ani susține teza de doctor în științe medicale, iar la 35 de ani - cea de doctor habilitat. Cercetările științifice fundamentale în domeniul patologiei, patobiologiei și biogerontologiei s-au încununat cu elaborarea teoriei aterosclerozei incipiente. Rezultatele activității de cercetare au fost publicate în peste 700 de lucrări științifice, inclusiv 10 monografii. A pregătit peste 100 de discipoli.
Profesorul Vasile Anestiadi a fost fondatorul școlii științifice de patomorfologie din țară. Pentru merite deosebite în știință, a fost ales membru corespondent, ulterior academician al Academiei de Științe a Moldovei, la o vârstă relativ tânără, iar mai târziu - membru al Prezidiului AȘM, președinte al Consiliului pentru problemele eticii în cercetare al AȘM și membru de onoare al mai multor academii și societăți științifice internaționale.
Academicianul Vasile Anestiadi poate fi caracterizat și ca un excelent organizator al educației medicale, deținând abilități excelente de pedagog. În funcția de rector al Institutului de Stat de Medicină din Chișinău, timp de aproape un sfert de secol, Domnia Sa a desfășurat o activitate amplă de dezvoltare și perfecționare a învățământului superior medical din țară. Datorită nivelului înalt al activității didactice și științifice, Institutul a obținut I categorie, plasându-se pe locul 4 în clasamentul instituțiilor de învățământ superior medical din URSS. Acest fapt a favorizat crearea premiselor de reorganizare a Institutului în universitate: pregătirea și susținerea tezelor de doctor și de doctor habilitat în științe medicale, consolidarea cadrului profesoral-didactic și a patrimoniului instituției ș.a. Aflându-se la conducerea Institutului, Domnia Sa a dat dovadă de principialitate, exigență și responsabilitate înaltă. Prețuia colegii și acorda o mare atenție studenților.
Vasile Anestiadi a îndeplinit mai multe funcții importante, inclusiv cea de președinte al Consiliului rectorilor (1977-1986), deputat și președinte al Comisiei pentru ocrotirea sănătății, cultură fizică și asistență socială a Sovietului Suprem al RSSM, președinte al consiliilor societăților medicale de Știință, de Patologie, de Cardiologie și de Gerontologie din Republica Moldova.
Pentru realizările în domeniul didactic și științific academicianul Vasile Anestiadi a fost desemnat Laureat al Premiului de Stat al RSSM și decorat cu Ordinul Republicii, dar și cu alte distincții importante.
Vasile Anestiadi s-a stins din viață la 13 noiembrie 2014.